# Linia A-A
Linia A-A (linia Archangielsk-Astrachań) – proponowana wschodnia granica III Rzeszy, która miała być ustanowiona podczas Operacji Barbarossa. Plan zakładał, że europejska część ZSRR znajdzie się pod okupacją niemiecką, natomiast Armia Czerwona zostanie wyparta poza linię A-A. Załamanie się Operacji Barbarossa zniweczyło plany niemieckie.